# Équation de Schröder-van Laar

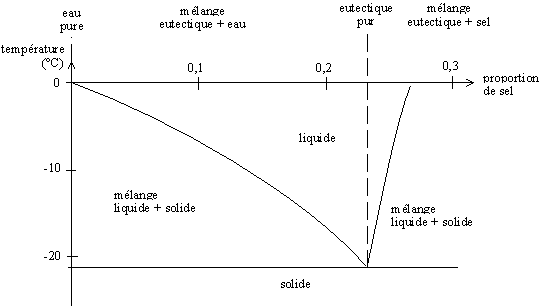
Figure 1 - Diagramme de phase eau-chlorure de sodium. La courbe (liquidus) séparant le domaine du liquide des deux domaines liquide + solide peut être représentée à l'aide de l'équation de Schröder-van Laar.

En chimie physique, l'équation de Schröder-van Laar représente l'évolution de la composition d'un mélange liquide binaire (composé de deux espèces chimiques) en fonction de la température lorsque seul l'un des deux corps se solidifie (les deux corps ne sont pas miscibles en phase solide). En d'autres termes, elle représente la courbe de congélation du mélange liquide ou la courbe de solubilité du solide dans le liquide.
Cette équation est aussi appelée équation de Schröder-Le Chatelier,, ou encore équation de Schröder-van Laar-Le Chatelier. Elle a été proposée indépendamment par Le Chatelier en 1885,, Schröder en 1893 et van Laar en 1903,. Elle décrit le liquidus d'un diagramme de phase liquide-solide lorsque les deux solides purs sont totalement non miscibles et permet de déterminer la température et la composition de l'eutectique. Elle a pour cas limite la loi de la cryométrie lorsque la quantité en phase liquide du corps qui ne se solidifie pas est négligeable devant celle du corps qui se solidifie.
Cette équation peut être étendue au cas des solides miscibles et au cas des solutions non idéales. Elle permet alors de représenter également le solidus du diagramme de phase liquide-solide.

## Énoncé

### Solides non miscibles
Soit un mélange binaire, constitué des deux espèces chimiques {\displaystyle {\text{A}}} et {\displaystyle {\text{B}}}, liquide sous la pression {\displaystyle P} constante. On suppose que les corps {\displaystyle {\text{A}}} et {\displaystyle {\text{B}}} ne sont pas miscibles en phase solide, c'est-à-dire que seul l'un des deux corps se solidifie lors d'un refroidissement du liquide, l'autre restant en phase liquide. On suppose ici que le corps {\displaystyle {\text{A}}} se solidifie progressivement lors de l'opération de refroidissement. 
L'équation de Schröder-van Laar lie la composition du liquide à la température de l'équilibre liquide-solide {\displaystyle {\text{A}}} ; elle s'écrit :
| Équation de Schröder-van Laar {\displaystyle \ln x_{\text{A}}={\Delta _{\text{fus}}H_{\text{A}} \over RT_{\text{fus,A}}}\left[1-{T_{\text{fus,A}} \over T}\right]-{\Delta _{\text{fus}}C_{P,{\text{A}}} \over R}\left[1-{T_{\text{fus,A}} \over T}+\ln \!\left({T_{\text{fus,A}} \over T}\right)\right]} |

avec :
- {\displaystyle P} la pression de l'équilibre liquide-solide ;
- {\displaystyle R} la constante universelle des gaz parfaits ;
- {\displaystyle T} la température de l'équilibre liquide-solide sous la pression {\displaystyle P} ;
- {\displaystyle T_{\text{fus,A}}} la température du fusion du corps {\displaystyle {\text{A}}} pur sous la pression {\displaystyle P} ;
- {\displaystyle x_{\text{A}}} la fraction molaire du corps {\displaystyle {\text{A}}} dans la phase liquide ;
- {\displaystyle \Delta _{\text{fus}}C_{P,{\text{A}}}} l'écart des capacités thermiques isobares molaires du corps {\displaystyle {\text{A}}} pur liquide et solide à {\displaystyle T_{\text{fus,A}}} :
  - {\displaystyle \Delta _{\text{fus}}C_{P,{\text{A}}}={\bar {C}}_{P,{\text{A}}}^{\text{l,*}}\!\left(T_{\text{fus,A}}\right)-{\bar {C}}_{P,{\text{A}}}^{\text{s,*}}\!\left(T_{\text{fus,A}}\right)} ;
  - {\displaystyle {\bar {C}}_{P,{\text{A}}}^{\text{l,*}}} la capacité thermique isobare molaire du corps {\displaystyle {\text{A}}} liquide pur ;
  - {\displaystyle {\bar {C}}_{P,{\text{A}}}^{\text{s,*}}} la capacité thermique isobare molaire du corps {\displaystyle {\text{A}}} solide pur ;
- {\displaystyle \Delta _{\text{fus}}H_{\text{A}}} l'enthalpie de fusion du corps {\displaystyle {\text{A}}} pur à {\displaystyle T_{\text{fus,A}}}.

Les capacités thermiques du liquide et du solide d'un corps pur étant généralement assez proches :
{\displaystyle \Delta _{\text{fus}}C_{P,{\text{A}}}\approx 0}
l'équation peut être simplifiée en :
| Équation de Schröder-van Laar simplifiée {\displaystyle \ln x_{\text{A}}={\Delta _{\text{fus}}H_{\text{A}} \over RT_{\text{fus,A}}}\left[1-{T_{\text{fus,A}} \over T}\right]} |

### Solides miscibles
Si les deux solides sont miscibles, les solutions liquide et solide étant idéales, l'équation de Schröder-van Laar peut être étendue sous la forme :
avec {\displaystyle x_{\text{A}}^{\text{l}}} et {\displaystyle x_{\text{A}}^{\text{s}}} les fractions molaires du corps {\displaystyle {\text{A}}} respectivement dans les phases liquide et solide.

### Généralisation
Dans le cas général, c'est-à-dire dans le cas où les solutions solide et liquide ne sont pas idéales, on a :
avec :
- {\displaystyle a_{\text{A}}^{\text{l}}} et {\displaystyle a_{\text{A}}^{\text{s}}} les activités chimiques du corps {\displaystyle {\text{A}}} à {\displaystyle T} respectivement dans les phases liquide et solide ;
- {\displaystyle x_{\text{A}}^{\text{l}}} et {\displaystyle x_{\text{A}}^{\text{s}}} les fractions molaires du corps {\displaystyle {\text{A}}} respectivement dans les phases liquide et solide ;
- {\displaystyle \gamma _{\text{A}}^{\text{l}}} et {\displaystyle \gamma _{\text{A}}^{\text{s}}} les coefficients d'activité du corps {\displaystyle {\text{A}}} à {\displaystyle T} respectivement dans les phases liquide et solide, tels que {\displaystyle a_{\text{A}}^{\text{l}}=x_{\text{A}}^{\text{l}}\gamma _{\text{A}}^{\text{l}}} et {\displaystyle a_{\text{A}}^{\text{s}}=x_{\text{A}}^{\text{s}}\gamma _{\text{A}}^{\text{s}}}.

## Démonstration
On considère un mélange binaire, constitué des deux corps {\displaystyle {\text{A}}} et {\displaystyle {\text{B}}}, à l'équilibre liquide-solide sous une pression {\displaystyle P} constante à la température {\displaystyle T}. La démonstration est effectuée dans un premier temps dans le cas général, avec pour seule hypothèse que les propriétés physiques du corps {\displaystyle {\text{A}}} peuvent être considérées comme constantes entre la température de fusion {\displaystyle T_{\text{fus,A}}} du corps pur et la température {\displaystyle T} du mélange. Le raisonnement mené sur le corps {\displaystyle {\text{A}}} est également valable pour le corps {\displaystyle {\text{B}}}.
À l'équilibre liquide-solide on a pour le corps {\displaystyle {\text{A}}} l'égalité des potentiels chimiques :
(1) {\displaystyle \mu _{\text{A}}^{\text{l}}=\mu _{\text{A}}^{\text{s}}}
avec :
- {\displaystyle \mu _{\text{A}}^{\text{l}}} le potentiel chimique du corps {\displaystyle {\text{A}}} en phase liquide à {\displaystyle T} ;
- {\displaystyle \mu _{\text{A}}^{\text{s}}} le potentiel chimique du corps {\displaystyle {\text{A}}} en phase solide à {\displaystyle T}.

Les potentiels chimiques du corps en solution s'écrivent en fonction des potentiels chimiques du corps pur :
(1a) {\displaystyle \mu _{\text{A}}^{\text{l}}=\mu _{\text{A}}^{{\text{l}},*}+RT\,\ln a_{\text{A}}^{\text{l}}}
(1b) {\displaystyle \mu _{\text{A}}^{\text{s}}=\mu _{\text{A}}^{{\text{s}},*}+RT\,\ln a_{\text{A}}^{\text{s}}}
avec :
- {\displaystyle \mu _{\text{A}}^{{\text{l}},*}} et {\displaystyle \mu _{\text{A}}^{{\text{s}},*}} les potentiels chimiques du corps {\displaystyle {\text{A}}} pur à {\displaystyle T} respectivement dans les phases liquide et solide ;
- {\displaystyle a_{\text{A}}^{\text{l}}} et {\displaystyle a_{\text{A}}^{\text{s}}} les activités chimiques du corps {\displaystyle {\text{A}}} à {\displaystyle T} respectivement dans les phases liquide et solide ;
- {\displaystyle R} la constante universelle des gaz parfaits.

On réécrit la relation (1) :
(2) {\displaystyle \mu _{\text{A}}^{{\text{l}},*}-\mu _{\text{A}}^{{\text{s}},*}=-RT\,\ln \!\left({a_{\text{A}}^{\text{l}} \over a_{\text{A}}^{\text{s}}}\right)}
Étant donné l'identité de l'enthalpie libre molaire et du potentiel chimique d'un corps pur, la relation de Gibbs-Helmholtz donne pour un corps pur quelconque, quelle que soit la phase, liquide ou solide :
(3) {\displaystyle \left({\partial {\mu ^{*} \over T} \over \partial T}\right)_{P}=-{{\bar {H}}^{*} \over T^{2}}}
avec {\displaystyle {\bar {H}}^{*}} l'enthalpie molaire du corps pur. En introduisant {\displaystyle {\bar {C}}_{P}^{*}} la capacité thermique isobare molaire du corps pur dans la phase considérée, on a :
{\displaystyle \left({\partial {\bar {H}}^{*} \over \partial T}\right)_{P}={\bar {C}}_{P}^{*}}
que l'on intègre entre {\displaystyle T_{\text{fus}}}, la température de fusion du corps pur sous la pression {\displaystyle P}, et {\displaystyle T} :
{\displaystyle \int _{T_{\text{fus}}}^{T}\mathrm {d} {\bar {H}}^{*}=\int _{T_{\text{fus}}}^{T}{\bar {C}}_{P}^{*}\!\left(T\right)\,\mathrm {d} T}
En considérant que {\displaystyle {\bar {C}}_{P}^{*}} varie peu en fonction de la température on obtient :
{\displaystyle {\bar {H}}^{*}\!\left(T\right)-{\bar {H}}^{*}\!\left(T_{\text{fus}}\right)={\bar {C}}_{P}^{*}\!\left(T_{\text{fus}}\right)\cdot \left(T-T_{\text{fus}}\right)}
On injecte cette relation dans (3) que l'on intègre entre {\displaystyle T_{\text{fus}}} et {\displaystyle T} :
{\displaystyle \int _{T_{\text{fus}}}^{T}\mathrm {d} \!\left({\mu ^{*} \over T}\right)=-\int _{T_{\text{fus}}}^{T}{{\bar {H}}^{*}\!\left(T_{\text{fus}}\right)+{\bar {C}}_{P}^{*}\!\left(T_{\text{fus}}\right)\cdot \left(T-T_{\text{fus}}\right) \over T^{2}}\,\mathrm {d} T}
{\displaystyle {\mu ^{*}\!\left(T\right) \over T}-{\mu ^{*}\!\left(T_{\text{fus}}\right) \over T_{\text{fus}}}=-\left[-{{\bar {H}}^{*}\!\left(T_{\text{fus}}\right) \over T}+{\bar {C}}_{P}^{*}\!\left(T_{\text{fus}}\right)\cdot \ln T+{\bar {C}}_{P}^{*}\!\left(T_{\text{fus}}\right){T_{\text{fus}} \over T}\right]_{T_{\text{fus}}}^{T}={\bar {H}}^{*}\!\left(T_{\text{fus}}\right)\cdot \left[{1 \over T}-{1 \over T_{\text{fus}}}\right]+{\bar {C}}_{P}^{*}\!\left(T_{\text{fus}}\right)\cdot \left[1-{T_{\text{fus}} \over T}-\ln \!\left({T \over T_{\text{fus}}}\right)\right]}
En introduisant l'entropie molaire {\displaystyle {\bar {S}}^{*}} du corps pur dans la phase considérée et en considérant la relation :
{\displaystyle \mu ^{*}\!\left(T_{\text{fus}}\right)={\bar {H}}^{*}\!\left(T_{\text{fus}}\right)-T_{\text{fus}}{\bar {S}}^{*}\!\left(T_{\text{fus}}\right)}
on obtient :
{\displaystyle \mu ^{*}\!\left(T\right)={\bar {H}}^{*}\!\left(T_{\text{fus}}\right)-T{\bar {S}}^{*}\!\left(T_{\text{fus}}\right)+T{\bar {C}}_{P}^{*}\!\left(T_{\text{fus}}\right)\cdot \left[1-{T_{\text{fus}} \over T}-\ln \!\left({T \over T_{\text{fus}}}\right)\right]}
que l'on décline pour le corps {\displaystyle {\text{A}}} pur dans chacune des deux phases :
{\displaystyle \mu _{\text{A}}^{{\text{l}},*}\!\left(T\right)={\bar {H}}_{\text{A}}^{{\text{l}},*}\!\left(T_{\text{fus,A}}\right)-T{\bar {S}}_{\text{A}}^{{\text{l}},*}\!\left(T_{\text{fus,A}}\right)+T{\bar {C}}_{P,{\text{A}}}^{{\text{l}},*}\!\left(T_{\text{fus,A}}\right)\cdot \left[1-{T_{\text{fus,A}} \over T}-\ln \!\left({T \over T_{\text{fus,A}}}\right)\right]}
{\displaystyle \mu _{\text{A}}^{{\text{s}},*}\!\left(T\right)={\bar {H}}_{\text{A}}^{{\text{s}},*}\!\left(T_{\text{fus,A}}\right)-T{\bar {S}}_{\text{A}}^{{\text{s}},*}\!\left(T_{\text{fus,A}}\right)+T{\bar {C}}_{P,{\text{A}}}^{{\text{s}},*}\!\left(T_{\text{fus,A}}\right)\cdot \left[1-{T_{\text{fus,A}} \over T}-\ln \!\left({T \over T_{\text{fus,A}}}\right)\right]}
On a ainsi la relation :
(5) {\displaystyle \mu _{\text{A}}^{{\text{l}},*}\!\left(T\right)-\mu _{\text{A}}^{{\text{s}},*}\!\left(T\right)=\left[{\bar {H}}_{\text{A}}^{{\text{l}},*}\!\left(T_{\text{fus,A}}\right)-{\bar {H}}_{\text{A}}^{{\text{s}},*}\!\left(T_{\text{fus,A}}\right)\right]-T\cdot \left[{\bar {S}}_{\text{A}}^{{\text{l}},*}\!\left(T_{\text{fus,A}}\right)-{\bar {S}}_{\text{A}}^{{\text{s}},*}\!\left(T_{\text{fus,A}}\right)\right]+T\cdot \left[{\bar {C}}_{P,{\text{A}}}^{{\text{l}},*}\!\left(T_{\text{fus,A}}\right)-{\bar {C}}_{P,{\text{A}}}^{{\text{s}},*}\!\left(T_{\text{fus,A}}\right)\right]\cdot \left[1-{T_{\text{fus,A}} \over T}-\ln \!\left({T \over T_{\text{fus,A}}}\right)\right]}
En introduisant l'enthalpie de fusion {\displaystyle \Delta _{\text{fus}}H_{\text{A}}} du corps pur {\displaystyle {\text{A}}}, avec par définition les relations :
{\displaystyle \Delta _{\text{fus}}H_{\text{A}}={\bar {H}}_{\text{A}}^{{\text{l}},*}\!\left(T_{\text{fus,A}}\right)-{\bar {H}}_{\text{A}}^{{\text{s}},*}\!\left(T_{\text{fus,A}}\right)=T_{\text{fus,A}}\cdot \left[{\bar {S}}_{\text{A}}^{{\text{l}},*}\!\left(T_{\text{fus,A}}\right)-{\bar {S}}_{\text{A}}^{{\text{s}},*}\!\left(T_{\text{fus,A}}\right)\right]}
et l'écart des capacités thermiques :
{\displaystyle \Delta _{\text{fus}}C_{P,{\text{A}}}={\bar {C}}_{P,{\text{A}}}^{{\text{l}},*}\!\left(T_{\text{fus,A}}\right)-{\bar {C}}_{P,{\text{A}}}^{{\text{s}},*}\!\left(T_{\text{fus,A}}\right)}
on réécrit la relation (5) :
{\displaystyle \mu _{\text{A}}^{{\text{l}},*}\!\left(T\right)-\mu _{\text{A}}^{{\text{s}},*}\!\left(T\right)=\Delta _{\text{fus}}H_{\text{A}}\cdot \left[1-{T \over T_{\text{fus,A}}}\right]+T\cdot \Delta _{\text{fus}}C_{P,{\text{A}}}\cdot \left[1-{T_{\text{fus,A}} \over T}-\ln \!\left({T \over T_{\text{fus,A}}}\right)\right]}
puis la relation (2), pour aboutir à la relation générale :
Si le solide et le liquide sont des solutions idéales, alors dans les relations (1a) et (1b) :
{\displaystyle a_{\text{A}}^{\text{l}}=x_{\text{A}}^{\text{l}}}
{\displaystyle a_{\text{A}}^{\text{s}}=x_{\text{A}}^{\text{s}}}
avec {\displaystyle x_{\text{A}}^{\text{l}}} et {\displaystyle x_{\text{A}}^{\text{s}}} les fractions molaires du corps {\displaystyle {\text{A}}} respectivement dans les phases liquide et solide. On a ainsi la courbe idéale :
Si le solide est constitué du corps {\displaystyle {\text{A}}} pur, alors {\displaystyle x_{\text{A}}^{\text{s}}=1}, on obtient l'équation de Schröder-van Laar :

## Applications

### Détermination d'un eutectique

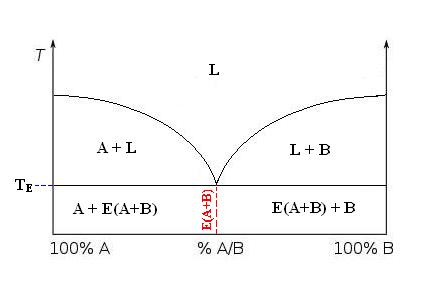
Figure 2 - Diagramme de phase de deux corps A et B, équilibre liquide-solide présentant un eutectique. Le domaine L est celui du liquide seul, le domaine A+L celui du liquide en équilibre avec le solide A, le domaine L+B celui du liquide en équilibre avec le solide B. Le liquidus est la courbe séparant ces trois domaines. L'eutectique E est le point de rencontre des trois domaines L, A+L et L+B.

On considère un mélange de deux corps {\displaystyle {\text{A}}} et {\displaystyle {\text{B}}} à l'équilibre liquide-solide. L'équation de Schröder-van Laar est basée sur l'hypothèse des solides {\displaystyle {\text{A}}} et {\displaystyle {\text{B}}} non miscibles. Elle ne peut donc représenter totalement le liquidus du mélange binaire depuis le corps {\displaystyle {\text{A}}} pur (soit {\displaystyle x_{\text{A}}=1} et {\displaystyle T=T_{\text{fus,A}}}) jusqu'au corps {\displaystyle {\text{B}}} pur (soit {\displaystyle x_{\text{A}}=0} et {\displaystyle T=T_{\text{fus,B}}}). Dans le cas de deux solides non miscibles, il existe un point nommé eutectique auquel le liquide est en équilibre avec un solide de même composition (voir figure ci-contre). Pour décrire le liquidus d'un tel système, l'équation de Schröder-van Laar est appliquée :
- au corps {\displaystyle {\text{A}}}, entre l'axe représentant ce corps pur et l'eutectique, pour tracer la branche du liquidus entre les domaines {\displaystyle {\text{L}}} et {\displaystyle {\text{A+L}}} :

{\displaystyle \ln x_{\text{A}}={\Delta _{\text{fus}}H_{\text{A}} \over RT_{\text{fus,A}}}\left[1-{T_{\text{fus,A}} \over T}\right]}
- puis au corps {\displaystyle {\text{B}}}, entre l'eutectique et l'axe représentant ce corps pur, pour tracer la branche du liquidus entre les domaines {\displaystyle {\text{L}}} et {\displaystyle {\text{L+B}}} :

{\displaystyle \ln x_{\text{B}}={\Delta _{\text{fus}}H_{\text{B}} \over RT_{\text{fus,B}}}\left[1-{T_{\text{fus,B}} \over T}\right]}
avec :
- {\displaystyle T} la température ;
- {\displaystyle T_{\text{fus,A}}} et {\displaystyle T_{\text{fus,B}}} les températures de fusion respectives du corps {\displaystyle {\text{A}}} et du corps {\displaystyle {\text{B}}} ;
- {\displaystyle x_{\text{A}}} et {\displaystyle x_{\text{B}}} les fractions molaires respectives du corps {\displaystyle {\text{A}}} et du corps {\displaystyle {\text{B}}} dans le liquide (avec la contrainte {\displaystyle x_{\text{A}}+x_{\text{B}}=1}) ;
- {\displaystyle \Delta _{\text{fus}}H_{\text{A}}} et {\displaystyle \Delta _{\text{fus}}H_{\text{B}}} les enthalpies de fusion respectives du corps {\displaystyle {\text{A}}} et du corps {\displaystyle {\text{B}}} respectivement à {\displaystyle T_{\text{fus,A}}} et {\displaystyle T_{\text{fus,B}}}.

À l'eutectique il y a simultanément présence de trois phases : le liquide binaire, le corps {\displaystyle {\text{A}}} pur solide et le corps {\displaystyle {\text{B}}} pur solide. Les deux branches du liquidus s'y rencontrent. On peut par conséquent écrire pour les équilibres entre le liquide et chacun des deux solides :
{\displaystyle \ln \!\left(1-x_{\text{B}}\right)={\Delta _{\text{fus}}H_{\text{A}} \over RT_{\text{fus,A}}}\left[1-{T_{\text{fus,A}} \over T_{\text{E}}}\right]}
{\displaystyle \ln x_{\text{B}}={\Delta _{\text{fus}}H_{\text{B}} \over RT_{\text{fus,B}}}\left[1-{T_{\text{fus,B}} \over T_{\text{E}}}\right]}
avec {\displaystyle T_{\text{E}}} la température de l'eutectique. On a ainsi un système de deux équations à deux inconnues : {\displaystyle T_{\text{E}}} et {\displaystyle x_{\text{B}}}.
Exemple
Le chlorure d'argent AgCl et le chlorure de zinc ZnCl2 ne sont pas miscibles à l'état solide. Les propriétés de ces deux corps sont données dans le tableau suivant.
| Espèce | Température de fusion {\displaystyle T_{\text{fus}}} (°C) | Enthalpie de fusion {\displaystyle \Delta _{\text{fus}}H} (kJ/mol) | Masse molaire {\displaystyle M} (g/mol) |
| ------ | --------------------------------------------------------- | ------------------------------------------------------------------ | --------------------------------------- |
| AgCl   | 455                                                       | 13,2                                                               | 143,32                                  |
| ZnCl2  | 283                                                       | 23,2                                                               | 136,28                                  |

On obtient pour l'eutectique :
- la température {\displaystyle T_{\text{E}}} = 506,75 K = 233,6 °C ;
- la fraction molaire de ZnCl2 : {\displaystyle x_{{\text{ZnCl}}_{2}}} = 0,614, soit 60,2 % en masse.

Le diagramme de phases expérimental AgCl-ZnCl2 fait apparaître un eutectique à 504 K (231 °C) avec une fraction molaire {\displaystyle x_{{\text{ZnCl}}_{2}}} = 0,465, soit 45,2 % en masse.

### Loi de la cryométrie
On considère toujours que les corps {\displaystyle {\text{A}}} et {\displaystyle {\text{B}}} ne sont pas miscibles en phase solide et que la phase liquide est une solution idéale. Si le corps {\displaystyle {\text{B}}} est négligeable dans le liquide par rapport au corps {\displaystyle {\text{A}}}, soit en termes de fraction molaire {\displaystyle x_{\text{B}}\approx 0}, alors par développement limité :
{\displaystyle \ln x_{\text{A}}=\ln \!\left(1-x_{\text{B}}\right)\approx -x_{\text{B}}}
On réécrit l'équation de Schröder-van Laar simplifiée :
{\displaystyle x_{\text{B}}={\Delta _{\text{fus}}H_{\text{A}} \over R\,T_{\text{fus,A}}\,T}\left[T_{\text{fus,A}}-T\right]}
{\displaystyle T_{\text{fus,A}}-T={R\,T_{\text{fus,A}}\,T \over \Delta _{\text{fus}}H_{\text{A}}}x_{\text{B}}}
Puisque l'on est très proche du corps {\displaystyle {\text{A}}} pur :
{\displaystyle T\approx T_{\text{fus,A}}}
on obtient finalement la loi de la cryométrie :
Puisque seul le corps {\displaystyle {\text{A}}} se solidifie, la température {\displaystyle T} est sa température de fusion en présence du corps {\displaystyle {\text{B}}}. Le terme de droite de l'égalité précédente étant positif, on a {\displaystyle T<T_{\text{fus,A}}} : le corps {\displaystyle {\text{B}}} fait donc baisser proportionnellement à sa fraction molaire en phase liquide la température de fusion du corps {\displaystyle {\text{A}}}.
D'autre part, la courbe {\displaystyle T=f\!\left(x_{\text{B}}\right)} étant le liquidus du diagramme binaire, on a à l'approche du corps {\displaystyle {\text{A}}} pur {\displaystyle T^{\prime }={\mathrm {d} f\!\left(x_{\text{B}}\right) \over \mathrm {d} x_{\text{B}}}=-{R\,{T_{\text{fus,A}}}^{2} \over \Delta _{\text{fus}}H_{\text{A}}}}. La pente du liquidus en {\displaystyle x_{\text{B}}=0} est donc non nulle, de plus elle est négative ; autrement dit la tangente du liquidus en {\displaystyle x_{\text{B}}=0} n'est pas horizontale, c'est une droite décroissante. En {\displaystyle x_{\text{B}}=1} la tangente au liquidus est une droite croissante de pente {\displaystyle T^{\prime }={R\,{T_{\text{fus,B}}}^{2} \over \Delta _{\text{fus}}H_{\text{B}}}}. La figure 2 précédente montrant un eutectique est donc fautive, puisque les deux tangentes du liquidus aux intersections des axes {\displaystyle x_{\text{B}}=0} et {\displaystyle x_{\text{B}}=1} y sont horizontales. La figure 1 est plus réaliste.

### Tracé d'un diagramme de phase idéal

Figure 3 - Diagramme binaire liquide-solide dans lequel les deux solides sont totalement miscibles.

On considère un mélange de deux corps {\displaystyle {\text{A}}} et {\displaystyle {\text{B}}} à l'équilibre liquide-solide. Les deux solides sont totalement miscibles et les deux solutions liquide et solide sont idéales. Le système, à pression constante, est décrit par les quatre équations :
{\displaystyle \ln \!\left({x_{\text{A}}^{\text{l}} \over x_{\text{A}}^{\text{s}}}\right)={\Delta _{\text{fus}}H_{\text{A}} \over RT_{\text{fus,A}}}\left[1-{T_{\text{fus,A}} \over T}\right]}
{\displaystyle \ln \!\left({x_{\text{B}}^{\text{l}} \over x_{\text{B}}^{\text{s}}}\right)={\Delta _{\text{fus}}H_{\text{B}} \over RT_{\text{fus,B}}}\left[1-{T_{\text{fus,B}} \over T}\right]}
{\displaystyle x_{\text{A}}^{\text{l}}+x_{\text{B}}^{\text{l}}=1}
{\displaystyle x_{\text{A}}^{\text{s}}+x_{\text{B}}^{\text{s}}=1}
avec :
- {\displaystyle T} la température ;
- {\displaystyle T_{\text{fus,A}}} et {\displaystyle T_{\text{fus,B}}} les températures de fusion respectives du corps {\displaystyle {\text{A}}} et du corps {\displaystyle {\text{B}}} purs ;
- {\displaystyle x_{\text{A}}^{\text{l}}} et {\displaystyle x_{\text{B}}^{\text{l}}} les fractions molaires respectives du corps {\displaystyle {\text{A}}} et du corps {\displaystyle {\text{B}}} dans la solution liquide ;
- {\displaystyle x_{\text{A}}^{\text{s}}} et {\displaystyle x_{\text{B}}^{\text{s}}} les fractions molaires respectives du corps {\displaystyle {\text{A}}} et du corps {\displaystyle {\text{B}}} dans la solution solide ;
- {\displaystyle \Delta _{\text{fus}}H_{\text{A}}} et {\displaystyle \Delta _{\text{fus}}H_{\text{B}}} les enthalpies de fusion respectives du corps {\displaystyle {\text{A}}} et du corps {\displaystyle {\text{B}}} purs respectivement à {\displaystyle T_{\text{fus,A}}} et {\displaystyle T_{\text{fus,B}}}.

On pose :
{\displaystyle K_{\text{A}}\!\left(T\right)={x_{\text{A}}^{\text{l}} \over x_{\text{A}}^{\text{s}}}=\exp \!\left({\Delta _{\text{fus}}H_{\text{A}} \over RT_{\text{fus,A}}}\left[1-{T_{\text{fus,A}} \over T}\right]\right)}
{\displaystyle K_{\text{B}}\!\left(T\right)={x_{\text{B}}^{\text{l}} \over x_{\text{B}}^{\text{s}}}=\exp \!\left({\Delta _{\text{fus}}H_{\text{B}} \over RT_{\text{fus,B}}}\left[1-{T_{\text{fus,B}} \over T}\right]\right)}
Pour une température {\displaystyle T} donnée on a :
{\displaystyle x_{\text{A}}^{\text{l}}=K_{\text{A}}{1-K_{\text{B}} \over K_{\text{A}}-K_{\text{B}}}}
{\displaystyle x_{\text{B}}^{\text{l}}=K_{\text{B}}{1-K_{\text{A}} \over K_{\text{B}}-K_{\text{A}}}}
{\displaystyle x_{\text{A}}^{\text{s}}={1-K_{\text{B}} \over K_{\text{A}}-K_{\text{B}}}}
{\displaystyle x_{\text{B}}^{\text{s}}={1-K_{\text{A}} \over K_{\text{B}}-K_{\text{A}}}}
Si l'on choisit, arbitrairement, le corps {\displaystyle {\text{B}}} comme référence, en faisant varier la température {\displaystyle T} entre {\displaystyle T_{\text{fus,A}}} et {\displaystyle T_{\text{fus,B}}}, la courbe {\displaystyle T=f\!\left(x_{\text{B}}^{\text{l}}\right)} est le liquidus du diagramme de phase, la courbe {\displaystyle T=g\!\left(x_{\text{B}}^{\text{s}}\right)} est le solidus, voir la figure 3.
Exemple
Le cuivre Cu et le nickel Ni sont miscibles en toute proportion à l'état solide et leur mélange a un comportement idéal. Les propriétés de ces deux corps sont données dans le tableau suivant.
| Espèce | Température de fusion {\displaystyle T_{\text{fus}}} (K) | Enthalpie de fusion {\displaystyle \Delta _{\text{fus}}H} (kJ/mol) |
| ------ | -------------------------------------------------------- | ------------------------------------------------------------------ |
| Cu     | 1 357,8                                                  | 13,26                                                              |
| Ni     | 1 728,3                                                  | 17,48                                                              |

On obtient pour diverses températures les valeurs présentées dans le tableau suivant.
| Température {\displaystyle T} (K)                                       | 1 357,8 | 1 400   | 1 450   | 1 500   | 1 550   | 1 600   | 1 650   | 1 700   | 1 728,3 |
| Fraction molaire du Ni liquide {\displaystyle x_{\text{Ni}}^{\text{l}}} | 0       | 0,095 2 | 0,214 9 | 0,341 5 | 0,474 8 | 0,614 5 | 0,760 5 | 0,912 6 | 1       |
| Fraction molaire du Ni solide {\displaystyle x_{\text{Ni}}^{\text{s}}}  | 0       | 0,126 6 | 0,271 4 | 0,410 9 | 0,545 9 | 0,677 3 | 0,805 5 | 0,930 9 | 1       |

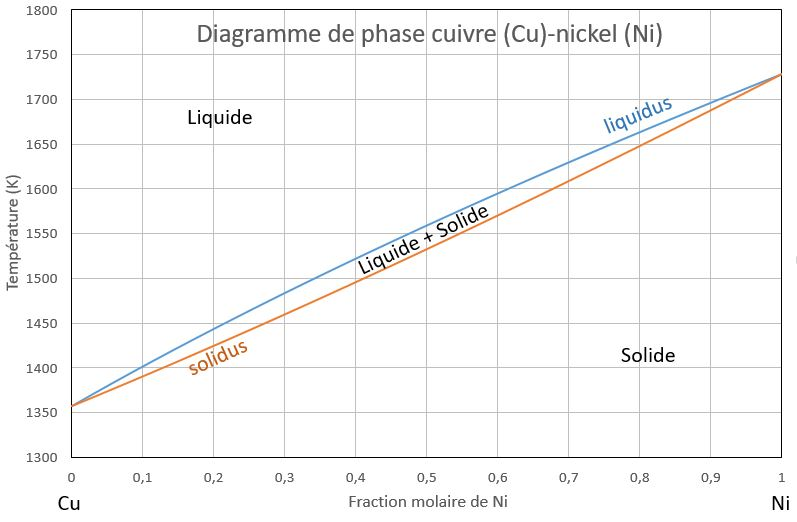
Figure 4 - Diagramme de phase solide-liquide du mélange binaire cuivre-nickel établi par l'équation de Schröder-van Laar.

On peut tracer la figure 4.

### Point de fusion congruent

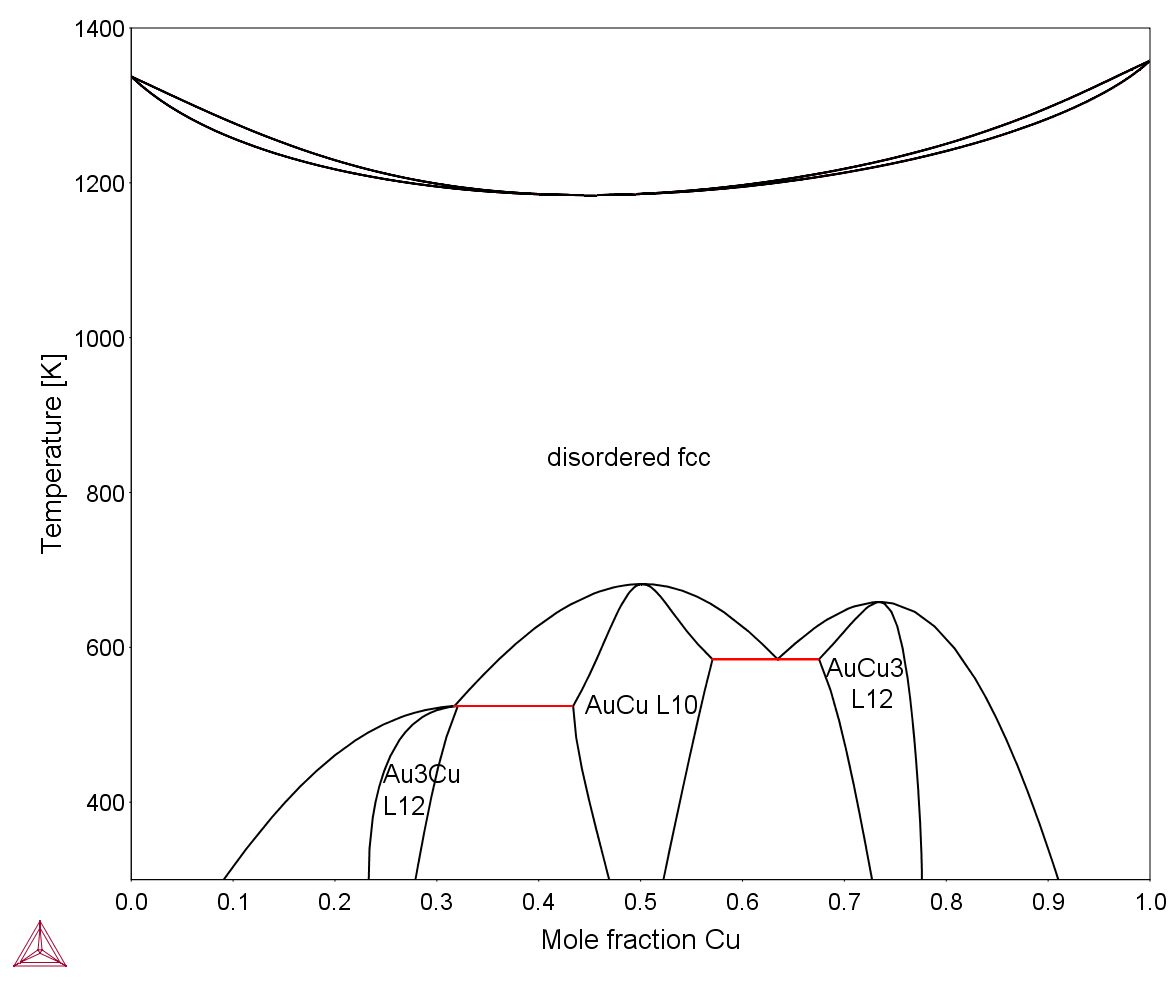
Figure 5 - Diagramme de phase de l'alliage or-cuivre (Au-Cu). Les courbes d'équilibre liquide-solide, entre 1100 K et 1400 K, présentent un point de fusion congruent à 1180 K (910 °C) pour une composition d'environ 44 % molaire de cuivre. Ce comportement prouve la non idéalité de l'alliage or-cuivre.

L'hypothèse de l'idéalité ne permet pas de représenter les cas de point de fusion congruent. En un point de fusion congruent le liquide et le solide ont la même composition (contrairement au cas de l'eutectique, dans le cas d'un point de fusion congruent les deux solides sont totalement miscibles) :
{\displaystyle x_{\text{A}}^{\text{l}}=x_{\text{A}}^{\text{s}}}
{\displaystyle x_{\text{B}}^{\text{l}}=x_{\text{B}}^{\text{s}}}
soit :
{\displaystyle K_{\text{A}}{1-K_{\text{B}} \over K_{\text{A}}-K_{\text{B}}}={1-K_{\text{B}} \over K_{\text{A}}-K_{\text{B}}}}
{\displaystyle K_{\text{B}}{1-K_{\text{A}} \over K_{\text{B}}-K_{\text{A}}}={1-K_{\text{A}} \over K_{\text{B}}-K_{\text{A}}}}
Les seules solutions sont :
- {\displaystyle K_{\text{A}}=1}, soit {\displaystyle T=T_{\text{fus,A}}} et {\displaystyle x_{\text{A}}^{\text{l}}=x_{\text{A}}^{\text{s}}=1}, le corps {\displaystyle {\text{A}}} est pur ;
- {\displaystyle K_{\text{B}}=1}, soit {\displaystyle T=T_{\text{fus,B}}} et {\displaystyle x_{\text{B}}^{\text{l}}=x_{\text{B}}^{\text{s}}=1}, le corps {\displaystyle {\text{B}}} est pur.

Un point de fusion congruent est une preuve de non idéalité des solutions liquide et solide. L'alliage or-cuivre présente un point de fusion congruent et n'est donc pas idéal ; son diagramme de phase (voir figure 5) ne peut donc pas être tracé à l'aide de l'équation de Schröder-van Laar. Pour représenter ce type de comportement, il est nécessaire d'employer la forme générale de l'équation comprenant les activités chimiques.